# (4213) Njord
(4213) Njord ist ein Hauptgürtelasteroid, der am 25. September 1987 von Poul Jensen vom Brorfelde-Observatorium aus entdeckt wurde.
Der Asteroid wurde nach Njörðr, einem der Wanen in der nordischen Mythologie benannt.